# ماریاسدورف
ماریاسدورف (به آلمانی: Mariasdorf) یک منطقهٔ مسکونی در اتریش است که در ناحیه اوبروارت واقع شده‌است. ماریاسدورف ۱٬۲۱۷ نفر جمعیت دارد.